# Hòa Phú (phường)
Hòa Phú là một phường thuộc thành phố Thủ Dầu Một, tỉnh Bình Dương, Việt Nam.

## Địa lý
Phường Hòa Phú nằm ở phía đông bắc thành phố Thủ Dầu Một, cách trung tâm thành phố khoảng 10 km, có vị trí địa lý:
- Phía đông giáp thành phố Tân Uyên và phường Phú Tân
- Phía tây và phía bắc giáp thành phố Bến Cát
- Phía nam giáp các phường Định Hòa và Phú Mỹ.

Phường Hòa Phú có diện tích 28,49 km², dân số năm 2021 là 36.745 người, mật độ dân số đạt 1.290 người/km².
Đây là trung tâm của thành phố mới Bình Dương với các khu tái định cư, khu công nghiệp đô thị, dịch vụ, khu liên hợp. Phường còn có chùa Bà Thiên Hậu Thánh Mẫu, một trong những địa điểm lễ hội lớn của Bình Dương và chùa Hội An.

## Hành chính
Phường Hòa Phú được chia thành 5 khu phố: 1, 2, 3, 4, 5.

## Lịch sử
Phường được thành lập vào ngày 11 tháng 8 năm 2009 trên cơ sở điều chỉnh một phần diện tích, dân số của các phường Định Hòa, Phú Mỹ; một phần diện tích, dân số của xã Hòa Lợi, huyện Bến Cát cũ và một phần diện tích, dân số của xã Phú Chánh, huyện Tân Uyên cũ.
Sau khi thành lập, phường Hòa Phú có 2.848,75 ha diện tích tự nhiên và 6.902 người.

## Kinh tế - xã hội
- Trường Đại Học Quốc tế Miền Đông được quy hoạch trên 26 ha. Tổng vốn đầu tư 1.700 tỷ đồng nằm tại đường Nam Kỳ Khởi Nghĩa, TP mới Bình Dương
- Trung tâm hành chính tỉnh Bình Dương.